# Осойци
Осойци (серб. Осоjци) — населенный пункт (деревня) в общине Дервента, который принадлежит энтитету Республике Сербской, Босния и Герцеговина. По результатам югославской переписи населения 1991 года в Осойцах проживало 154 человека.

## Население
В населении деревни значительно преобладают сербы.
| 1961                           | 1971 | 1981 | 1991 | - | - | - |
| ------------------------------ | ---- | ---- | ---- | - | - | - |
| 141                            | 155  | 151  | 154  | - | - | - |
| Гистограмма динамики населения |      |      |      |   |   |   |

### Национальный состав
1991 год:
- Сербы — 132 человека (85,71 %)
- Хорваты — 6 человек (3,90 %)
- Югославы — 16 человек (10,39 %)
- Мусульмане — 0 человек (0,00 %)
- Другие — 0 человек (0,00 %)